# Axarus taenionotus
Axarus taenionotus är en tvåvingeart som först beskrevs av Thomas Say 1829.  Axarus taenionotus ingår i släktet Axarus och familjen fjädermyggor. Inga underarter finns listade i Catalogue of Life.